# 雷代内
雷代内（法語：Rédené，亦作，法語發音：[ʁedene]）是法国菲尼斯泰尔省的一个市镇，属于坎佩尔区。

## 地名
该地名“Rédené”发音为[ʁedene]，字母“e”发音为/e/而非/ə/或不发音，《世界地名译名词典》将其误译作“雷德内”。

## 地理
雷代内（47°51'36"N, 3°27'41"W）面积24.49 平方千米，位于法国布列塔尼大區菲尼斯泰尔省，该省份为法国最西部的省份，位于布列塔尼半岛西部，北西南三面环大西洋，东临阿摩尔滨海省和莫尔比昂省。
与雷代内接壤的市镇（或旧市镇、城区）包括：吉代勒、蓬斯科夫、阿尔扎诺、坎佩莱、特雷梅旺。
雷代内的时区为UTC+01:00、UTC+02:00（夏令时）。

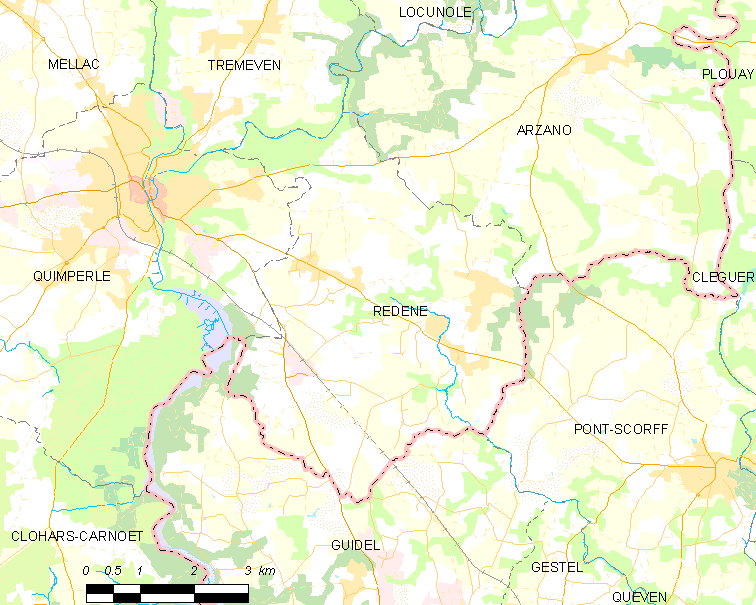
雷代内的OSM定位图

## 行政
雷代内的邮政编码为29300，INSEE市镇编码为29234。

## 政治
雷代内所属的省级选区为坎佩莱县。

## 人口

1962-2008年间雷代内人口变化图示

雷代内于2022年1月1日时的人口数量为2999人。